# Czerniachów
Czerniachów (ukr. Черняхів, Czerniachiw) – osiedle typu miejskiego na Ukrainie, w rejonie żytomierski, w obwodzie żytomierskim, 
Znajduje tu się stacja kolejowa Horbaszi, położona na linii Korosteń – Żytomierz.

## Historia
Józef Iwanowicz Niemirycz (zm. 1598) herbu Klamry swojemu synowi Andrzejowi (zm. 1610), panu na Czerniachowie i Przyborsku zapisał zamek Czerniechów oraz stare i nowe miasto z przyległościami. Andrzej z wyznawcy obrządku wschodniego przeszedł na arianizm; ożenił się z Maruszą Chrebtowicziwną, z którą miał syna Stefana (zm. 1630), podkomorzego kijowskiego.  Wnukiem Andrzeja był Stefan Niemirycz (zm. 1684), który stał się praktykującym katolikiem.
Około 1611  Niemiryczowie ufundowali szkołę ariańską w Czerniachowie, podniesioną do rangii akademii.
Pod rozbiorami siedziba gminy Czerniachów w powiecie żytomierskim guberni wołyńskiej. Istniała tu wówczas kaplica katolicka, będąca filią parafii w Toporyszczu.
Podczas okupacji hitlerowskiej, w październiku 1941 roku Niemcy utworzyli getto dla żydowskich mieszkańców. Przebywało w nim około 600 osób. W listopadzie 1941 roku Niemcy zlikwidowali getto, a Żydów zamordowali. Sprawcami zbrodni było Sonderkommando 4a, 2 batalion 10 pułku 1 Zmotoryzowanej Brygady SS. 
W 1989 liczyła 10 378 mieszkańców.
W 2013 liczyła 9801 mieszkańców. Do 2020 siedziba władz rejonu czerniachowskiego.

## Urodzeni
- Nicefor Czernichowski, założyciel państwa Jaxa na Syberii.